# Hnat Khotkevytch
Hnat Khotkevytch (1877-1938, en ukrainien : Гнат Мартинович Хоткевич) est un ethnographe, musicien, écrivain et enseignant ukrainien.

## Biographie
Né à Kharkiv en 1877 il apprenait le piano, le violon et la bandoura et vie en tournée comme les kobzars. Après avoir repris des études à l'école polytechnique de Kharkiv en 1912 il devient ingénieur ferroviaire.

## Œuvre

### Écriture
Il commence ses publications par La fille géorgienne (Грузинка) publiée en 1897 dans le magazine de Lviv Zorya ou histoires houstoules (Гуцульські образки) dans le magazine chemin rouges (Червоний шлях). L'une de ses œuvres les plus connues est Kamina Doucha (Камінна душа) vie d'une fille houstoule en 1911. Il a aussi été traducteur d'auteurs comme  Shakespeare, Molière, Schiller, V. Hugo.

### Théâtre
Dès 1895 il organise des pièces de théâtre dans son village, continue avec une troupe d'étudiants, puis fonde un théâtre ouvrier en 1903 où se jouent des pièces en ukrainien. Un autre en terre houstoule pour lequel il écrit des pièces comme : "Dovbush" (1909), "l'année houstoule" (1910), "Neproste" (1911).

### Bandoura
De 1928 à 1931, il dirige un groupe de joueurs de bandoura à Poltava, il crée un répertoire pour ce groupe. Sa renommée fut telle qu'il fit une tournée en Amérique du Nord.

## Galerie

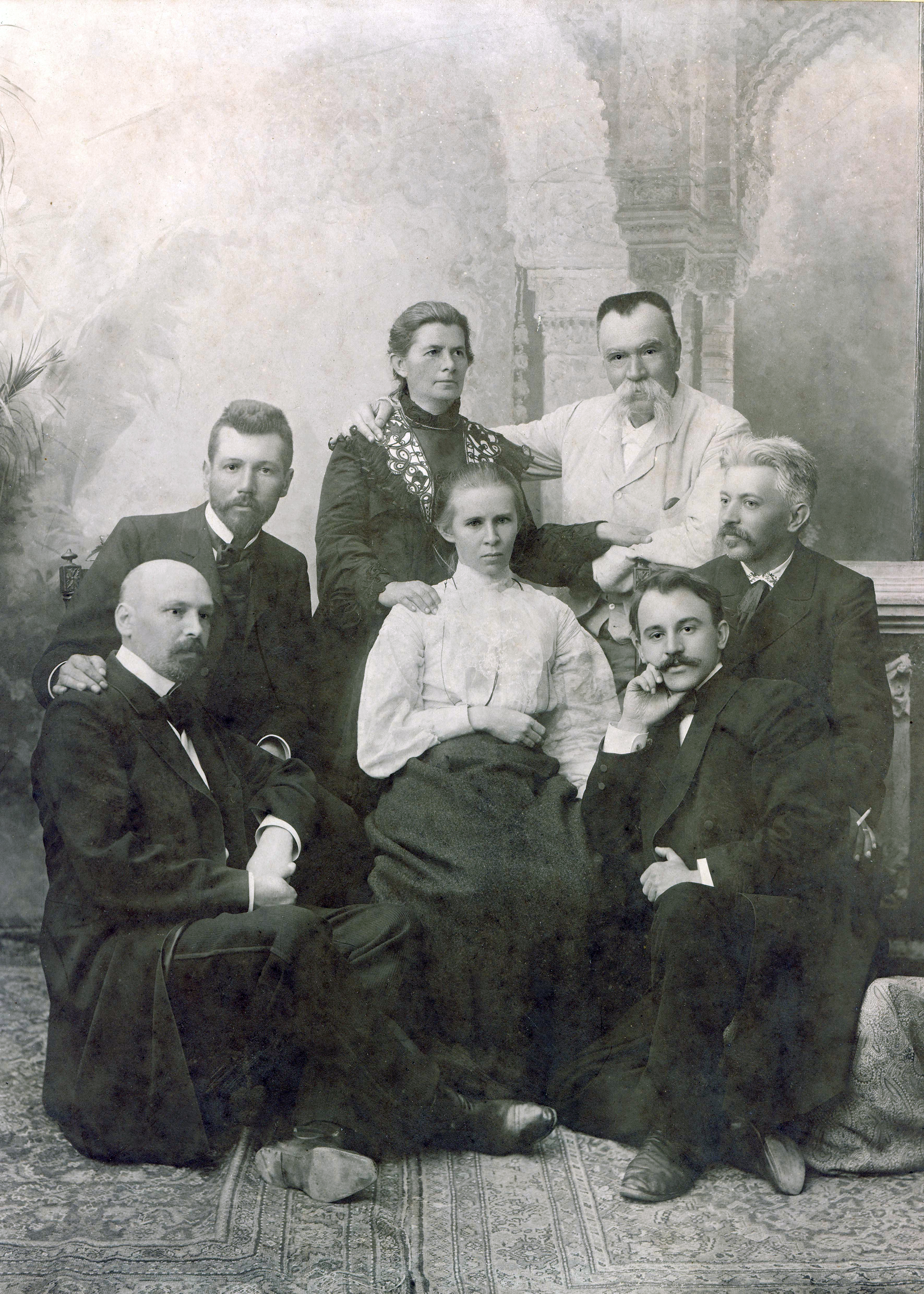
En 1903 avec Mykhaïlo Kotsioubynsky, Vassyl Stefanyk, Olena Pchilka, Lessia Oukraïnka, Mykhaïlo Starytsky et Volodymyr Samiylenko.
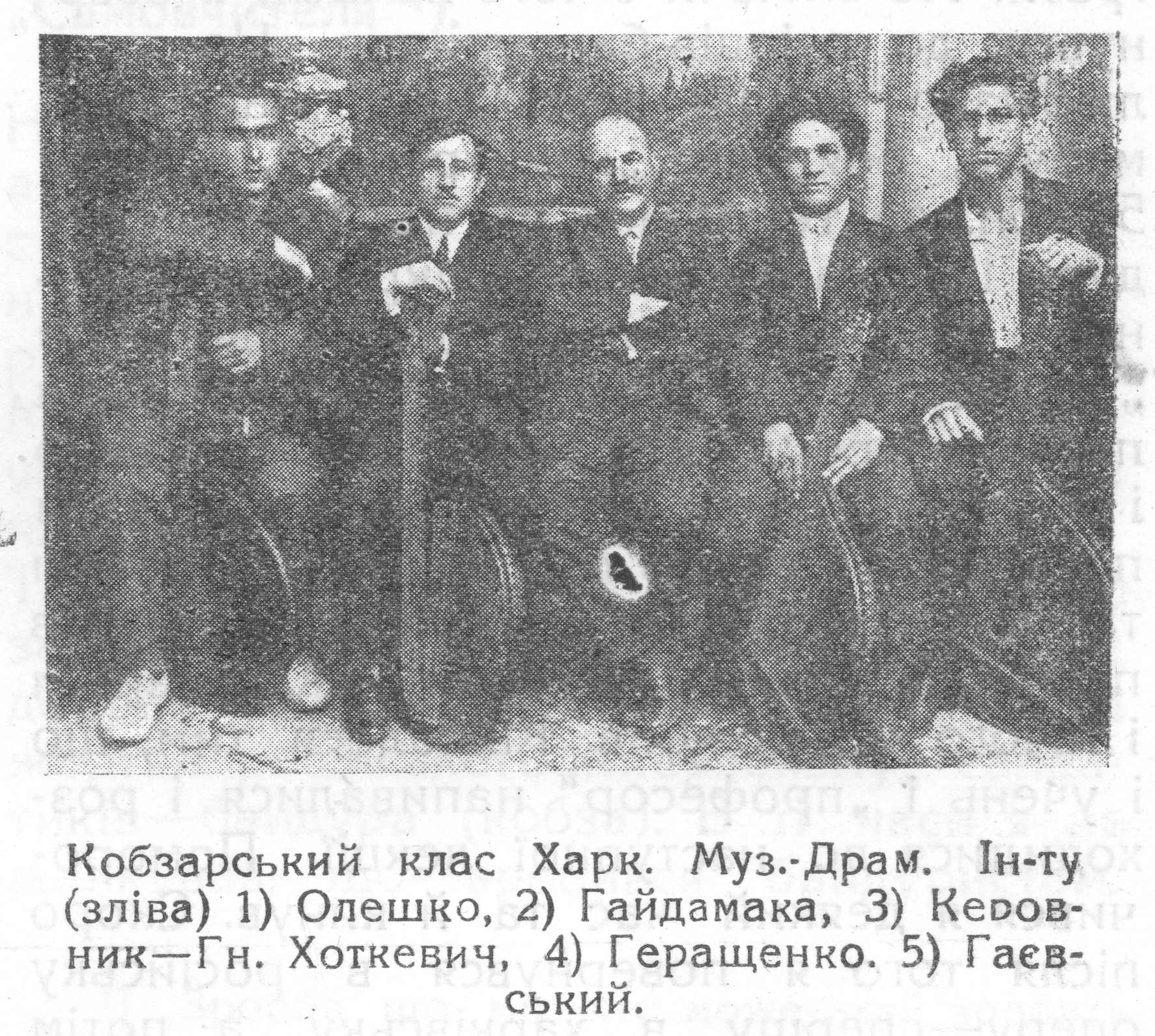
Avec Leonid Haydamaka, Ilya Olechko, Iakiv Haïevskiy.
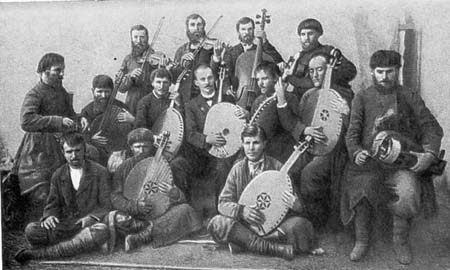
En 1902.